# سونيا سانتياغو
سونيا سانتياغو (بالإسبانية: Sonia Santiago؛ بالألمانية: Sonia Santiago) هي معلمة موسيقى وراقصة باليه ألمانية وإسبانية، ولدت في 1 نوفمبر 1966 في مدريد في إسبانيا.